# Исламское финансирование
Исламское финансирование — это деятельность без взимания и выплаты процентов (незаконного роста риба), опирающаяся на правовые, нравственные и социальные нормы ислама.
Финансисты, представляющие сектор исламских финансов, ориентированы, прежде всего, на поддержание реального сектора экономики и минимизацию рисков материальных потерь, а также на увеличение производства продукции со знаком качества «халяль».
Будучи сопостовимой с повесткой «ответственного финансизма», практикуемой финансовыми организациями в Европейском союзе и включающей в себя такие направления как преобразующие инвестиции (impact investing), этический банкинг (ethical banking), устойчивый банкинг (sustainable banking), концепция тройного критерия (triple bottom line — social, environmental (ecological) and financial, TBL), концепция общих ценностей (creating shared value, CSV), экологическое, социальное и корпоративное управление (environmental, social, and corporate governance, ESG), исламское финансирование затрагивает также  проблему применения процентной ставки при депонировании и кредитовании и исключает совершение операций с конвенциональными производными финансовыми инструментами.

## Исламский финансовый рынок

### Ключевые финансовые институты
Основным финансовым институтом, определяющим повестку дня исламского финансового рынка, является Исламский банк развития. Наряду с Исламским банком развития создан ряд наднациональных организаций, работа которых ускоряет темпы развития отрасли, основные из них: Организация бухгалтерского учета и аудита для исламских финансовых институтов (Accounting and auditing organization for Islamic financial institutions), Международное исламское агентство оценки (Islamic International Rating Agency), Генеральный совет исламских банков и финансовых институтов (General Council for Islamic Banks and Financial Institutions), Исламский совет по финансовым услугам (The Islamic Financial Services Board), Международный исламский финансовый рынок (International Islamic Financial Market).

### Ведущие исламские банки
Согласно ежегодному рейтингу Forbes Global 2000, в топ-2000 компаний за 2023 год вошли следующие финансовые компании стран участниц Исламского Банка развития (Islamic Development Bank), предоставляющие исламские продукты на рынке финансовых услуг: 
- Египет: Commercial International Bank с общим активом стоимостью 20,6 млрд долл. (место №1663);

- Катар: Qatar National Bank с общим активом стоимостью 339,6 млрд долл. (место №214); Qatar Islamic Bank — 52,7 млрд долл. (место №1042), Masraf Al Rayan — 43,8 млрд долл. (место №1937);

- Кувейт: Kuwait Finance House с общим активом стоимостью 120,4 млрд долл. (место №488); National Bank of Kuwait —124,6 млрд долл. (место №596);
- Малайзия: Myabank с общим активом стоимостью 223,7 млрд долл. (место №463), CIMB Group Holdings – 159,6 млрд долл. (место №674),  Hong Leong Financial — 69,7 млрд долл. (место № 1391), RHB Bank — 71,5 млрд долл. (место № 1405);

- Объединенные Арабские Эмираты: First Abu Dhabi Bank с общим активом стоимостью 336,3 млрд долл. (место №242), Emirates NBD — 234,9 млрд долл. (место №260), Abu Dhabi Commercial Bank — 161,9 млрд долл. (место №577), Dubai Islamic Bank — 85,6 млрд долл. (место №900), Mashreq Bank — 65,3 млрд долл. (место №927), Abu Dhabi Islamic Bank — 53 млрд долл. (место №1002);
- Оман: Bank Muscat с общим активом стоимостью 36,4 млрд долл. (место №1829);
- Саудовская Аравия: The Saudi National Bank с общим активом стоимостью 285,9 млрд долл. (место №231), Al Rajhi Bank — 222,9 млрд долл. (место №252), Riyad Bank — 107,9 млрд долл. (место №625), Saudi British Bank — 98,5 млрд долл. (место №708), Alinma Bank — 65,3 млрд долл. (место №815), Banque Saudi Fransi — 71,6 млрд долл. (место №982), Arab National Bank — 61,9 млрд долл. (место №1019), Bank Albilad — 38,3 млрд долл. (место №1298), Saudi Investment Bank — 36,4 млрд долл. (место №1975);

- Турция: Akbank с общим активом стоимостью 64,1 млрд долл. (место № 666).

### Общий обзор
Исламский финансовый рынок состоит из ряда секторов, в частности инвестиционного, денежного, фондового, страхового, и представляет собой систему конкурентных отношений по перераспределению финансовых ресурсов между странами, регионами, отраслями, институциональными единицами и населением. Согласно данным за 2023 год, ведущие позиции в Индексе развития исламских финансов занимают такие страны как Малайзия с результатом 103 балла, Саудовская Аравия (70), Индонезия (58), Бахрейн (54), Кувейт (54), ОАЭ (53), Пакистан (51), Оман (51), Иордания (40), Катар (38), Мальдивы (36), Бангладеш (34), Турция (33), Нигерия (27), Шри-Ланка (27). Индекс развития исламских финансов измеряет степень развития сектора исламских финансов в 136 странах на основе финансовых показателей, качества управления, устойчивости, знаний и осведомленности. 
С точки зрения распределения совокупной стоимости исламских финансовых активов исламский банкинг составляет 69,3 %, исламский рынок облигаций сукук (sukuk) — 25,6 %, исламские фонды — 4,2 %, исламское взаимное страхование такафул (takaful) — 0,9 %. 

### Исламский финтех
По итогам 2022 года объем сделок на рынке исламского финтеха в странах Организации исламского сотрудничества (ОИС) оценивается в $79 млрд. Ожидается, что среднегодовой темп роста исламского финтеха составит 17,9 % и к 2026 году достигнет $179 млрд.
В топ-20 ключевых исламских финтех рынков по оценке Мирового исламского финтех индекса 2022 (The Global Islamic Fintech Index — GIFT Index) среди стран ОИС входят Малайзия, Саудовская Аравия, Индонезия, ОАЭ, Бахрейн, Кувейт, Катар, Пакистан, Иран, Бангладеш, Иордания, Турция, Оман, Нигерия, Бруней, а среди стран, не входящих в ОИС, — Великобритания, Сингапур, Гонконг, США, Австралия.
В Европе в качестве одних из первых исламских финтех проектов можно выделить стейблкойн «X8Currency» (X8C) и блокчейн платформу «Caizcoin». X8C обеспечивается золотом и корзиной, состоящей из восьми валют. Состав валютной корзины может меняться, при этом, валюта, включенная в неё, должна соответствовать критерию 100 % конвертируемости. Эмитент обменивает X8C на эквивалент доли резервов, соответствующей доле погашаемых X8C в общем предложении X8C. Полученные от продажи деньги распределяются среди банков и брокеров для диверсификации риска контрагента. Доля резервов X8C корректируется автоматически в режиме реального времени благодаря технологии AI. Платформа «Caizcoin» гарантирует, что участники сети во время торгов действуют в соответствии с религиозными правилами ислама.
В 2022 г. консалтинговая компания Shariah Experts Ltd (Великобритания) выпустила на основе NFT первую сертификацию со знаком качества «халяль» в интернет версии третьего поколения Web3 для сингапурской криптоплатформы «Cache Gold».

### Фондовый индекс
В 2023 году Standard & Poor’s представил первый набор исламских индексов в Австралии на основе серии S&P/ASX, ориентированных на компании, торгуемые на Австралийской фондовой бирже (ASX Australian Stock Exchange), отвечающие требованиям шариата. В 2022 году Фондовая биржа Саудовской Аравии Tadawul представила исламский индекс Tadawul All Share Islamic Index (TASI Islamic Index) для компаний, отвечающих требованиям шариата. Кроме того, FTSE Russell и Ideal Rating запустили серию исламских индексов FTSE Ideal Ratings Islamic Index Series, предназначенную для отслеживания показателей глобальных исламских ценных бумаг на международных рынках. В 2021 году Московская Биржа начала расчет Индекса исламских инвестиций и Индекса исламских инвестиций полной доходности.
Standard & Poor’s и Fitch Agency применяют собственную методику для оценки рисков исламских финансовых и страховых компаний. На региональном уровне оценкой исламских финансовых компаний занимаются такие агентства, как Islamic International Rating Agency (IIRA) в Бахрейне, Malaysian Rating Corporation Berhad (MARC) и Rating Agency Malaysia (RAM) в Малайзии.

## Социально-экономический аспект исламского финансирования

### Демографическое будущее мусульманского населения
Согласно прогнозу, опубликованному в докладе «The Future of World Religions: Population Growth Projections, 2010—2050», к 2050 г. число мусульман в мире вырастет до 2,8 млрд, что составит 30 % от всего населения планеты (9,3 млрд), и будет соответствовать количеству христиан (2,9 млрд, или 31 %). Согласно демографическому прогнозу, мусульмане к 2050 г. будут составлять более 50 % населения в 51 государстве, притом, что уже к 2030 г. 29 % молодых людей от 15 до 29 лет будут членами мусульманской общины (умма, ummah). 

### Инвестирование в рынок "халяль"
Мировой рынок «халяль» оценивается в 2,3 триллиона долларов США, и признан самым быстрорастущим потребительским сегментом в мире, с ежегодным ростом около 20 %, что в денежном эквиваленте составляет 560 млрд США. Основная проблема, с которой сталкивается индустрия производства продуктов и услуг со знаком качества «халяль», это сертификация, так как на текущий момент отсутствует единый международный механизм разработки стандартных требований, предъявляемых компаниям, в частности за пределами стран, с преобладающим мусульманским населением. В связи с этим реализуются инициативы по улучшению процедур по «халяль» сертификации продуктов питания и предоставления потребителям возможности отслеживания информации о происхождении продуктов питания и напитков, в том числе с использованием технологии блокчейн. На исламском рынке финансов наблюдается интерес к инвестированию в компании, связанные с халяльными продуктами, в том числе медицина, ресторанный бизнес, туризм, скромная мода, зеленые технологии, СМИ, питание. В 2022 году расходы мусульманских потребителей на продукты питания выросли на 9,6 % и достигли 1,4 трлн долларов США по сравнению с 1,28 трлн долларов США в 2021 году. По прогнозам, к 2027 году расходы мусульманских потребителей на продукты питания достигнут 1,89 триллиона долларов США, при этом среднегодовой рост составит 6,1 %. 